# 吉本自宅ゲーム部
吉本自宅ゲーム部（よしもとじたくげーむぶ）は、2020年6月22日から2021年6月30日までライブ配信プラットフォームMildom（ミルダム）で配信されていたバラエティー番組。吉本興業とDouYu Japanの共同企画。ゲーム好きの吉本芸人が毎週月～土曜日の夜に日替わりで出演。

## 概要
『自宅にいながら人々のもとに「笑顔」を届ける』をコンセプトに開始した『吉本自宅劇場』。その一環として2020年6月22日から『吉本自宅ゲーム部』をスタート。
制作発表会では10本のレギュラー番組、2本の不定期番組が発表された。
2021年1月11日から『吉本自宅ゲーム部 シーズン2』開始。
2021年6月いっぱいで全番組のレギュラー放送が最終回となった。野田クリスタル、小籔千豊、平成ノブシコブシ吉村、インパルス板倉などの一部のゲーム実況は自身のYouTubeチャンネルで放送継続されている。

## 番組一覧

### 過去の番組
| 放送曜日    | 放送時間                      | 名称                                           | メイン実況者                                       | 番組開始日                                                                                   | 番組終了日                                                                                   | 備考                                                                              |
| ----------- | ----------------------------- | ---------------------------------------------- | -------------------------------------------------- | -------------------------------------------------------------------------------------------- | -------------------------------------------------------------------------------------------- | --------------------------------------------------------------------------------- |
| 月曜日      | 1期/21時30分開始 2期/20時開始 | 品川 ゲームチャンネル                          | 品川祐（品川庄司）                                 | 1期/2020年6月22日 2期/2021年1月11日                                                          | 2021年6月28日                                                                                | 1期から2期継続                                                                    |
| 月曜日      | 21時30分開始                  | フォートナイト下手くそおじさんゲームチャンネル | 小籔千豊                                           | 2021年1月11日                                                                                | 2021年6月28日                                                                                | 2期から開始                                                                       |
| 火曜日      | 20時開始                      | ベジータ様のゲーム地獄                         | R藤本                                              | 1期/2020年6月23日 2期/2021年1月12日                                                          | 1期/2020年11月24日 2期/2021年6月29日                                                         | 2020年11月24日で一旦最終回となったが、2021年1月12日から2期開始。 1期/全23回+SP1回 |
| 火曜日      | 1期/21時30分開始 2期/21時開始 | 野田ゲー チャンネル                            | 野田クリスタル                                     | 1期/2020年6月23日 2期/2021年1月12日                                                          | 2021年6月29日                                                                                | 1期から2期継続                                                                    |
| 火曜日      | 21時30分開始                  | 見取り図ゲームチャンネル                       | 見取り図                                           | 2020年9月1日                                                                                 | 2020年12月22日                                                                               | 全11回                                                                            |
| 火曜日      | 22時開始                      | 鬼越トマホークゲームチャンネル                 | 鬼越トマホーク                                     | 2020年8月8日                                                                                 | 2020年10月27日                                                                               | 全13回                                                                            |
| 火曜日      | 22時30分開始                  | ロングコートダディの無理しないで!              | ロングコートダディ                                 | 2021年5月11日                                                                                | 2021年6月29日                                                                                | ロングコートダディが実況－1グランプリで優勝して始まった番組                       |
| 水曜日      | 20時開始                      | インパルス板倉のPUBG Mobileドン勝チャレンジ    | 板倉俊之（インパルス）                             | 1期/2020年6月22日 2期/2021年1月13日                                                          | 2021年6月30日                                                                                | 1期（月曜放送）から2期（水曜放送）継続                                            |
| 水曜日      | 20時開始                      | 疑心暗鬼 大喜利バトル 滑狼 ～ミルダムゲート～  | 河本準一（次長課長）                               | 2020年6月24日                                                                                | 2020年9月2日                                                                                 | 全11回                                                                            |
| 水曜日      | 20時開始                      | 次長課長ゲームチャンネル                       | 次長課長                                           | 2020年10月7日                                                                                | 2020年12月23日                                                                               | 全12回                                                                            |
| 水曜日      | 21時開始                      | NMB48あんちゅゲームチャンネル                  | 石塚朱莉（NMB48）                                  | 2020年8月26日                                                                                | 2020年12月23日                                                                               |                                                                                   |
| 水曜日      | 21時30分開始                  | 女子会 チャンネル                              | ゆいP（おかずクラブ） 寺田友葉（すごい論）         | 2020年6月24日                                                                                | 2020年12月23日                                                                               |                                                                                   |
| 水曜日      | 21時30分開始                  | 大阪芸人ゲームチャンネル                       | 大阪芸人                                           | 1期/2020年9月22日 2期/2021年1月13日                                                          | 大阪芸人回/2021年6月23日 NMB48＆大阪芸人回/2021年6月30日                                     | 1期（火曜放送）から2期（水曜放送）継続                                            |
| 水曜日      | 21時30分開始                  | ゆいPチャンネル                                | ゆいP（おかずクラブ） 寺田友葉（すごい論）         | 2021年1月6日                                                                                 | 2021年6月23日                                                                                | 女子会 チャンネルの後続番組                                                       |
| 木曜日      | 20時開始                      | ダイアン ゲームチャンネル                      | ダイアン                                           | 1期/2020年6月25日 2期/2021年1月21日                                                          | 2021年6月25日。                                                                              | 1期から2期継続                                                                    |
| 木曜日      | 20時開始                      | ロバート山本ひろしのBATTLE GAMES               | ロバート（山本博）                                 | 1期/2020年10月2日 2期/2021年1月15日                                                          | 2021年6月24日                                                                                | 1期から2期継続 2021年3月まで金曜放送、2021年4月から木曜放送                       |
| 木曜日      | 21時30分開始                  | ガーリィレコード ゲームチャンネル              | ガーリィレコード                                   | 1期/2020年6月25日 2期/2021年1月14日                                                          | 2021年6月24日                                                                                | 1期から2期継続                                                                    |
| 木曜日      | 21時30分開始                  | 笑い飯西田ゲームチャンネル                     | 西田幸治（笑い飯）                                 | 2020年10月1日                                                                                | 2020年12月24日                                                                               |                                                                                   |
| 木曜日      | 22時開始                      | 元はんにゃ川島のFPS芸人生活                    | 川島章良（はんにゃ）                               | 1期/2020年7月3日                                                                             | 1期/2020年7月23日                                                                            | 全4回                                                                             |
| 金曜日      | 20時開始                      | 吉本 フォートナイト チャンネル                 | 長谷川忍（シソンヌ）                               | 2020年6月26日                                                                                | 2020年9月25日                                                                                | 全14回                                                                            |
| 金曜日      | 21時30分開始                  | 吉本 麻雀チャンネル                            | たかし（トレンディエンジェル） 堀詩音（NMB48）     | 2020年6月26日                                                                                | 2020年9月25日                                                                                | 全15回                                                                            |
| 金曜日      | 21時30分開始                  | ゲー人ギルドチャンネル                         | ゲー人ギルド                                       | 1期/2020年7月6日 2期/2021年1月15日                                                           | 2021年6月25日                                                                                | 1期（月曜放送）から2期（金曜放送）継続                                            |
| 金曜日      | 21時30分開始                  | マジック・オブ・ザ・マージャン                 | たかし（トレンディエンジェル）                     | 2020年10月23日                                                                               | 2020年12月25日                                                                               | 吉本 麻雀チャンネルの後続番組                                                     |
| 土曜日      | 20時開始                      | 川島ofレジェンドチャンネル                     | 川島章良（はんにゃ）                               | 2期/2021年1月16日                                                                            | 2021年6月26日                                                                                | 元はんにゃ川島のFPS芸人生活の後続番組                                             |
| 土曜日      | 22時開始                      | 吉村新人のPUBってハニーチャンネル              | 吉村崇（平成ノブシコブシ） Butterfly東京のメンバー | 1期/2020年7月18日 2期/2021年1月16日                                                          | 2021年6月26日                                                                                | チャンネル名は高橋名人のBUGってハニーが由来。 1期から2期継続                      |
| 不定期      | 不定時開始                    | ミルダムゲーム実況－1グランプリ                | 吉本芸人                                           | 動画:2021年2月16日 生配信:2021年2月23日 2回戦生配信:2021年3月20日 決勝戦生配信:2021年3月27日 | 動画:2021年2月16日 生配信:2021年2月23日 2回戦生配信:2021年3月20日 決勝戦生配信:2021年3月27日 | ロングコートダディが優勝                                                          |
| 不定期      | 不定時開始                    | よしもとゲーミングesportsチャンネル            | よしもとゲーミング                                 | 2020年8月23日                                                                                |                                                                                              |                                                                                   |
| 不定期月2回 | 不定時開始                    | ケンコバ・徳井の妄想ゲーム研究チャンネル       | ケンドーコバヤシ チュートリアル（徳井義実）        | 2020年6月28日                                                                                | 2020年12月17日                                                                               |                                                                                   |
| 不定期月2回 | 不定時開始                    | この素晴らしきゲーム チャンネル                | 東野幸治                                           | 1期/2020年7月1日 2期/2021年1月13日                                                           | 2021年3月24日                                                                                | 1期から2期継続                                                                    |